# Back to Front (album de Caravan)
 (mai 2023).
Si vous disposez d'ouvrages ou d'articles de référence ou si vous connaissez des sites web de qualité traitant du thème abordé ici, merci de compléter l'article en donnant les références utiles à sa vérifiabilité et en les liant à la section « Notes et références ».
Pour les articles homonymes, voir Back to Front.
Albums de Caravan
The Album
(1980) BBC Radio 1 Live in Concert
(1991)
Back to Front est le dixième album studio du groupe de rock progressif anglais Caravan, sorti en 1982. Il marque l'éphémère réunion du quatuor d'origine.

## Titres

### Face 1
1. Back to Herne Bay Front (Richard Sinclair) – 5:55
2. Bet You Wanna Take It All / Hold On Hold On (Pye Hastings) – 5:20
3. A.A. Man (Richard Sinclair) – 5:02
4. Videos of Hollywood (John Murphy, Dave Sinclair) – 4:01

### Face 2
1. Sally Don't Change It (Dave Sinclair) – 4:06
2. All Aboard (Pye Hastings) – 4:08
3. Taken My Breath Away (Pye Hastings) – 4:52
4. Proper Job / Back to Front (Dave Sinclair) – 8:19

## Musiciens
- Pye Hastings : guitares, chant
- David Sinclair : claviers, chant
- Richard Sinclair : basse, guitare, chant
- Richard Coughlan : batterie, percussions
- Mel Collins : saxophone